# Arcot
Arcot là một thành phố và khu đô thị của quận Vellore thuộc bang Tamil Nadu, Ấn Độ.

## Địa lý
Arcot có vị trí 12°54′B 79°20′Đ / 12,9°B 79,33°Đ Nó có độ cao trung bình là 164 mét (538 feet).

## Nhân khẩu
Theo điều tra dân số năm 2001 của Ấn Độ, Arcot có dân số 50.267 người. Phái nam chiếm 50% tổng số dân và phái nữ chiếm 50%. Arcot có tỷ lệ 75% biết đọc biết viết, cao hơn tỷ lệ trung bình toàn quốc là 59,5%: tỷ lệ cho phái nam là 81%, và tỷ lệ cho phái nữ là 69%. Tại Arcot, 11% dân số nhỏ hơn 6 tuổi.